# Người Canada gốc Á
Người Canada gốc Á là những người Canada sinh ra hoặc có thể có nguồn gốc từ tổ tiên của họ ở châu Á. Người Canada có nguồn gốc châu Á bao gồm cả nhóm lớn nhất và phát triển nhanh nhất ở Canada, sau người Canada gốc Âu, chiếm khoảng 20,2% dân số Canada tính đến năm 2021.